# Diecezja Shinan
Diecezja Shinan/Enshi (łac. Dioecesis Scenanensis, chiń. 天主教施南教区) – rzymskokatolicka diecezja ze stolicą w Enshi, w prowincji Hubei, w Chińskiej Republice Ludowej. Biskupstwo jest sufraganią archidiecezji Hankou.

## Historia
14 czerwca 1938 papież Pius XI erygował wikariat apostolski Shinan. Dotychczas wierni z tych terenów należeli do wikariatu apostolskiego Yichang (obecnie diecezja Yichang).
W wyniku reorganizacji chińskich struktur kościelnych dokonanych przez Piusa XII 11 kwietnia 1946 wikariat apostolski Shinan został podniesiony do rangi diecezji.
Z 1950 pochodzą ostatnie pełne, oficjalne kościelne statystyki. Diecezja Shinan liczyła wtedy:
- 7 844 wiernych (0,4% społeczeństwa)
- 13 kapłanów (8 diecezjalnych i 5 zakonnych)
- 22 sióstr i 3 braci zakonnych
- 81 parafii.

Od zwycięstwa komunistów w chińskiej wojnie domowej w 1949 diecezja, podobnie jak cały prześladowany Kościół katolicki w Chinach, nie może normalnie działać. Nigdy nie udało mianować się jawnego biskupa Shinanu. Brak jest informacji o jakimkolwiek biskupie z Kościoła podziemnego. Patriotyczne Stowarzyszenie Katolików Chińskich nigdy nie mianowało swojego ordynariusza w Shinanie.
Patriotyczne Stowarzyszenie Katolików Chińskich w 1999 połączyło diecezję Shinan z prefekturą apostolską Shashi tworząc diecezję Jingzhou. Zostało to dokonane bez mandatu Stolicy Świętej, więc z kościelnego punktu widzenia działania te były nielegalne. W diecezji Jingzhou PSKCh dotychczas nie mianowało biskupa.

## Ordynariusze
- - Pierre-Henri-Noël Gubbels OFM (1938 – 1940) administrator apostolski, wikariusz apostolski Yichang
- John Baptist Hou (1940 – 1942)
- sede vacante (być może urząd sprawował biskup(i) Kościoła podziemnego) (1942 – nadal)
  - Pierre-Henri-Noël Gubbels OFM (1946/7 - 1950) administrator apostolski, biskup Yichang